# Gateshead (circonscription britannique)

Emplacement du Tyne and Wear en Angleterre.

La circonscription de Gateshead  est une circonscription située dans le Tyne and Wear, et représentée à la Chambre des communes du Parlement britannique depuis 2010 par Ian Mearns du Parti travailliste.